# Boult-sur-Suippe
Boult-sur-Suippe és un municipi francès, situat al departament del Marne i a la regió del Gran Est. L'any 2007 tenia 1.463 habitants.

## Demografia

### Població
El 2007 la població de fet de Boult-sur-Suippe era de 1.463 persones. Hi havia 526 famílies, de les quals 98 eren unipersonals (61 homes vivint sols i 37 dones vivint soles), 155 parelles sense fills, 253 parelles amb fills i 20 famílies monoparentals amb fills.
La població ha evolucionat segons el següent gràfic:
Habitants censats

### Habitatges
El 2007 hi havia 558 habitatges, 529 eren l'habitatge principal de la família, 7 eren segones residències i 22 estaven desocupats. 548 eren cases i 8 eren apartaments. Dels 529 habitatges principals, 470 estaven ocupats pels seus propietaris, 49 estaven llogats i ocupats pels llogaters i 10 estaven cedits a títol gratuït; 2 tenien una cambra, 8 en tenien dues, 46 en tenien tres, 127 en tenien quatre i 345 en tenien cinc o més. 444 habitatges disposaven pel capbaix d'una plaça de pàrquing. A 204 habitatges hi havia un automòbil i a 284 n'hi havia dos o més.

### Piràmide de població
La piràmide de població per edats i sexe el 2009 era:
| Homes | Edats   | Dones |
| ----- | ------- | ----- |
| 0     | 95 o +  | 0     |
| 4     | 90 a 94 | 4     |
| 4     | 85 a 89 | 12    |
| 8     | 80 a 84 | 12    |
| 12    | 75 a 79 | 16    |
| 24    | 70 a 74 | 12    |
| 20    | 65 a 69 | 16    |
| 40    | 60 a 64 | 36    |
| 24    | 55 a 59 | 16    |
| 28    | 50 a 54 | 44    |
| 76    | 45 a 49 | 48    |
| 52    | 40 a 44 | 60    |
| 68    | 35 a 39 | 56    |
| 56    | 30 a 34 | 44    |
| 12    | 25 a 29 | 32    |
| 40    | 20 a 24 | 40    |
| 64    | 15 a 19 | 88    |
| 72    | 10 a 14 | 64    |
| 48    | 5 a 9   | 64    |
| 24    | 0 a 4   | 32    |

## Economia
El 2007 la població en edat de treballar era de 951 persones, 700 eren actives i 251 eren inactives. De les 700 persones actives 656 estaven ocupades (374 homes i 282 dones) i 44 estaven aturades (12 homes i 32 dones). De les 251 persones inactives 65 estaven jubilades, 87 estaven estudiant i 99 estaven classificades com a «altres inactius».

### Ingressos
El 2009 a Boult-sur-Suippe hi havia 596 unitats fiscals que integraven 1.641,5 persones, la mediana anual d'ingressos fiscals per persona era de 19.663 €.

### Activitats econòmiques
Dels 32 establiments que hi havia el 2007, 1 era d'una empresa alimentària, 1 d'una empresa de fabricació de material elèctric, 1 d'una empresa de fabricació d'elements pel transport, 14 d'empreses de construcció, 5 d'empreses de comerç i reparació d'automòbils, 1 d'una empresa de transport, 1 d'una empresa d'hostatgeria i restauració, 2 d'empreses immobiliàries, 2 d'empreses de serveis, 2 d'entitats de l'administració pública i 2 d'empreses classificades com a «altres activitats de serveis».
Dels 14 establiments de servei als particulars que hi havia el 2009, 2 eren paletes, 3 guixaires pintors, 2 fusteries, 2 lampisteries, 3 electricistes, 1 empresa de construcció i 1 perruqueria.
L'únic establiment comercial que hi havia el 2009 era una fleca.
L'any 2000 a Boult-sur-Suippe hi havia 16 explotacions agrícoles que ocupaven un total de 1.331 hectàrees.

## Equipaments sanitaris i escolars
El 2009 hi havia 1 escola maternal i 1 escola elemental.

## Poblacions més properes
El següent diagrama mostra les poblacions més properes.